# Semécourt
Semécourt – miejscowość i gmina we Francji, w regionie Grand Est, w departamencie Mozela.
Według danych na rok 1990 gminę zamieszkiwało 835 osób, a gęstość zaludnienia wynosiła 363 osób/km² (wśród 2335 gmin Lotaryngii Semécourt plasuje się na 419. miejscu pod względem liczby ludności, natomiast pod względem powierzchni na miejscu 1219.).